# Hughes Mining Barge

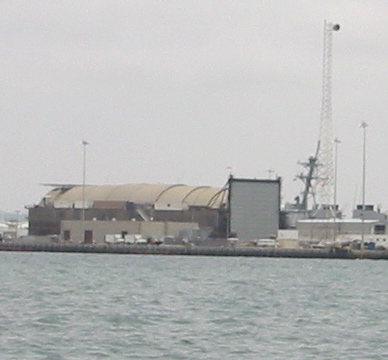
Hughes Mining Barge 2005 in San Diego Bay

Die Hughes Mining Barge (HMB-1) ist ein tauchfähiges Schwimmdock, das die Central Intelligence Agency (CIA) ab 1971 für das Azorian-Projekt gebaut hat. Ziel der Operation war es, mittels des Spezialschiffs Hughes Glomar Explorer das gesunkene sowjetische U-Boot K-129 zu bergen. Das Dock ist rund 100 Meter lang, 32 Meter breit und bis zu 27 Meter hoch, bei einem Gewicht von rund 4.600 t. Bauwerft war National Steel and Shipbuilding Company in San Diego Bay.

## Geschichte
Für das Azorian-Projekt erhielt die Glomar Explorer einen Greifarm, mit dem das U-Boot-Wrack vom Meeresgrund gehoben werden sollte. Da dieser Greifarm unter höchster Geheimhaltung entwickelt und gebaut wurde, konnte er nicht in der zivilen Bauwerft installiert werden. Stattdessen wurde er in der Hughes Mining Barge gelagert. Diese tauchte 1973 in flachem Gewässer ab, daraufhin manövrierte die Glomar Explorer über das Dock und übernahm den Greifarm über die Tore im Dach der Hughes Mining Barge.

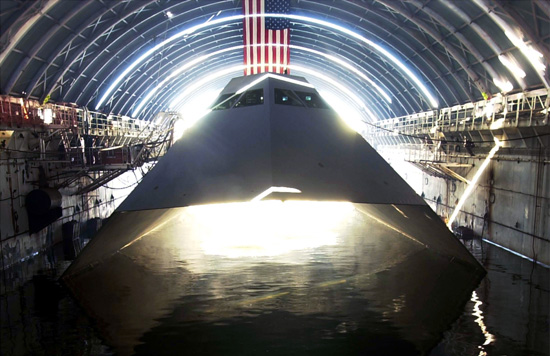
Sea Shadow in der HMB-1

Nach dem Ende der Operation 1974 wurde das Dock aufgelegt. Erst 1982 wurde wieder eine Verwendung für das geheime und experimentelle Tarnkappenschiff Sea Shadow gefunden. Bis 1986 wurde die Sea Shadow tagsüber in der HMB-1 versteckt und versorgt, Testfahrten führte sie nur im Schutz der Nacht durch. Nach einer Unterbrechung gingen die Tests ab 1993 (bis 1994) und 1999 (bis 2006) weiter.
Die Navy hatte vor, die Sea Shadow zusammen mit der Hughes Mining Barge an eine Organisation zu stiften, die die beiden Schiffe als Museumsschiffe herrichten und der Öffentlichkeit zugänglich machen sollte. Nachdem kein Investor oder Organisation für die Erhaltung gefunden wurde, wurde die Sea Shadow 2012 gemeinsam mit der Hughes Mining Barge an Bay Ship & Yacht Company of Alameda verkauft. Auflage für den Verkauf war die Verschrottung der Sea Shadow. Die Hughes Mining Barge wurde zu einem geschlossenen Trockendock umgebaut.